# Hrad Střekov
Hrad Střekov är en borg i Tjeckien.   Den ligger i regionen Ústí nad Labem, i den nordvästra delen av landet, 70 km norr om huvudstaden Prag. Hrad Střekov ligger 230 meter över havet.